# Eleccions municipals a Catalunya de 2007
Les eleccions municipals a Catalunya de 2007 es van celebrar el 27 de maig, mesos després de les eleccions al parlament de Catalunya de l'any 2006. Van ser les darreres eleccions municipals en què el PSC va obtenir més vots que els altres partits que es presentaven.

## Resultats a les capitals de comarca (Regió Metropolitana)
Barcelona (Barcelonès) - 41 regidors (majoria absoluta: 21)
| Candidatures | Candidatures                                                               | % Vot 2007 | Reg. 2007 | % Vot 2003 | Reg. 2003 |
| ------------ | -------------------------------------------------------------------------- | ---------- | --------- | ---------- | --------- |
|              | Partit dels Socialistes de Catalunya (PSC-PM)                              | 29.9       | 14        | 33.6       | 15        |
|              | Convergència i Unió (CiU)                                                  | 25.4       | 12        | 21.4       | 9         |
|              | Partit Popular de Catalunya (PPC)                                          | 15.6       | 7         | 16.1       | 7         |
|              | Esquerra Republicana de Catalunya (ERC-AM)                                 | 9.3        | 4         | 12.8       | 5         |
|              | Iniciativa per Catalunya Verds-Esquerra Unida i Alternativa (ICV-EUiA-EPM) | 8.8        | 4         | 12.1       | 5         |
|              | Ciutadans - Partit de la Ciutadania (C's)                                  | 3.9        | -         | -          | -         |
|              | Plataforma per Catalunya (PxC)                                             | 0.1        | -         | -          | -         |
|              | altres                                                                     | 2.9        | -         | 2.3        | -         |
|              | en blanc                                                                   | 4.0        | -         | 1.7        | -         |

 L'alcalde de Barcelona (Jordi Hereu), va presentar un espot de campanya clar amb el lema "Nou alcalde, Noves idees". Aquest lema el van triar els polítics que estaven al parlament. La campanya electoral va tenir una durada de 20 minuts per què va haver-hi un debat electoral en els quals cada polític va anar a fer una entrevista amb Mònica Terribas.Granollers (Vallès Oriental) - 25 regidors (majoria absoluta: 13) 
| Candidatures | Candidatures                                      | % Vot 2007 | Reg. 2007 | % Vot 2003 | Reg. 2003 |
| ------------ | ------------------------------------------------- | ---------- | --------- | ---------- | --------- |
|              | Partit dels Socialistes de Catalunya (PSC-PM)     | 46.3       | 14        | 37.6       | 10        |
|              | Convergència i Unió (CiU)                         | 20.0       | 6         | 28.3       | 8         |
|              | Partit Popular de Catalunya (PPC)                 | 9.8        | 3         | 10.4       | 3         |
|              | Esquerra Republicana de Catalunya (ERC-AM)        | 8.8        | 2         | 12.7       | 3         |
|              | Iniciativa per Catalunya Verds (ICV-EPM)          | 4.3        | -         | 6.8*       | 1*        |
|              | Ciutadans - Partit de la Ciutadania (C's)         | 3.0        | -         | -          | -         |
|              | Candidatura d'Unitat Popular - Els Verds (CUP-EV) | 2.1        | -         | -          | -         |
|              | Esquerra Unida i Alternativa (EU-IU)              | 1.6        | -         | -          | -         |
|              | altres                                            | 0.4        | -         | 2.8        | -         |
|              | en blanc                                          | 3.5        | -         | 1.5        | -         |

* Conjuntament amb EU-IU
Mataró (Maresme) - 27 regidors (majoria absoluta: 14)
| Candidatures | Candidatures                                                               | % Vot 2007 | Reg. 2007 | % Vot 2003 | Reg. 2003 |
| ------------ | -------------------------------------------------------------------------- | ---------- | --------- | ---------- | --------- |
|              | Partit dels Socialistes de Catalunya (PSC-PM)                              | 34.5       | 11        | 33.6       | 11        |
|              | Convergència i Unió (CiU)                                                  | 21.0       | 7         | 20.3       | 6         |
|              | Partit Popular de Catalunya (PPC)                                          | 14.2       | 4         | 17.1       | 5         |
|              | Iniciativa per Catalunya Verds-Esquerra Unida i Alternativa (ICV-EUiA-EPM) | 6.5        | 2         | 11.6       | 3         |
|              | Esquerra Republicana de Catalunya (ERC-AM)                                 | 6.2        | 2         | 8.7        | 2         |
|              | Candidatura d'Unitat Popular (CUP)                                         | 5.5        | 1         | 2.3        | -         |
|              | Alternativa Vecinal Mataró (AVDM)                                          | 4.6        | -         | 4.9        | -         |
|              | Ciutadans - Partit de la Ciutadania (C's)                                  | 3.0        | -         | -          | -         |
|              | Plataforma per Catalunya (PxC)                                             | 0.3        | -         | -          | -         |
|              | altres                                                                     | 1.1        | -         | -          | -         |
|              | en blanc                                                                   | 3.2        | -         | 1.5        | -         |

Terrassa (Vallès Occidental) - 27 regidors (majoria absoluta: 14) 
| Candidatures | Candidatures                                                               | % Vot 2007 | Reg. 2007 | % Vot 2003 | Reg. 2003 |
| ------------ | -------------------------------------------------------------------------- | ---------- | --------- | ---------- | --------- |
|              | Partit dels Socialistes de Catalunya (PSC-PM)                              | 43.6       | 13        | 43.6       | 13        |
|              | Convergència i Unió (CiU)                                                  | 19.9       | 6         | 17.9       | 5         |
|              | Iniciativa per Catalunya Verds-Esquerra Unida i Alternativa (ICV-EUiA-EPM) | 10.2       | 3         | 12.8       | 3         |
|              | Partit Popular de Catalunya (PPC)                                          | 9.8        | 3         | 12.4       | 3         |
|              | Esquerra Republicana de Catalunya (ERC-AM)                                 | 7.4        | 2         | 10.9       | 3         |
|              | Ciutadans - Partit de la Ciutadania (C's)                                  | 3.9        | -         | -          | -         |
|              | Candidatura d'Unitat Popular (CUP-CAV)                                     | 1.3        | -         | 0.5        | -         |
|              | altres                                                                     | 0.8        | -         | 0.6        | -         |
|              | en blanc                                                                   | 3.1        | -         | 1.4        | -         |

Sabadell (Vallès Occidental) - 27 regidors (majoria absoluta: 14)
| Candidatures | Candidatures                                                               | % Vot 2007 | Reg. 2007 | % Vot 2003 | Reg. 2003 |
| ------------ | -------------------------------------------------------------------------- | ---------- | --------- | ---------- | --------- |
|              | Partit dels Socialistes de Catalunya (PSC-PM)                              | 41.1       | 13        | 48.6       | 15        |
|              | Convergència i Unió (CiU)                                                  | 15.0       | 5         | 12.8       | 3         |
|              | Iniciativa per Catalunya Verds-Esquerra Unida i Alternativa (ICV-EUiA-EPM) | 13.0       | 4         | 10.8       | 3         |
|              | Partit Popular de Catalunya (PPC)                                          | 8.2        | 2         | 9.1        | 2         |
|              | Entesa per Sabadell (ES-CAV)                                               | 8.1        | 2         | 7.0        | 2         |
|              | Esquerra Republicana de Catalunya (ERC-AM)                                 | 5.8        | 2         | 9.0        | 2         |
|              | Ciutadans - Partit de la Ciutadania (C's)                                  | 2.8        | -         | -          | -         |
|              | altres                                                                     | 2.9        | -         | 1.5        | -         |
|              | en blanc                                                                   | 2.8        | -         | 1.2        | -         |

Sant Feliu de Llobregat (Baix Llobregat) - 21 regidors (majoria absoluta: 11)
| Candidatures | Candidatures                                                               | % Vot 2007 | Reg. 2007 | % Vot 2003 | Reg. 2003 |
| ------------ | -------------------------------------------------------------------------- | ---------- | --------- | ---------- | --------- |
|              | Partit dels Socialistes de Catalunya (PSC-PM)                              | 36.0       | 8         | 30.3       | 7         |
|              | Iniciativa per Catalunya Verds-Esquerra Unida i Alternativa (ICV-EUiA-EPM) | 28.8       | 7         | 32.3       | 7         |
|              | Convergència i Unió (CiU)                                                  | 12.1       | 3         | 15.4       | 3         |
|              | Partit Popular de Catalunya (PPC)                                          | 8.9        | 2         | 12.2       | 3         |
|              | Esquerra Republicana de Catalunya (ERC-AM)                                 | 7.2        | 1         | 8.0        | 1         |
|              | Ciutadans - Partit de la Ciutadania (C's)                                  | 4.0        | -         | -          | -         |
|              | en blanc                                                                   | 3.0        | -         | 2.0        | -         |

## Resultats a les capitals de comarca (Camp de Tarragona)
Valls (Alt Camp) - 21 regidors (majoria absoluta: 11) 
| Candidatures | Candidatures                                                               | % Vot 2007 | Reg. 2007 | % Vot 2003 | Reg. 2003 |
| ------------ | -------------------------------------------------------------------------- | ---------- | --------- | ---------- | --------- |
|              | Convergència i Unió (CiU)                                                  | 42.5       | 10        | 37.4       | 9         |
|              | Partit dels Socialistes de Catalunya (PSC-PM)                              | 27.5       | 7         | 33.7       | 8         |
|              | Esquerra Republicana de Catalunya (ERC-AM)                                 | 11.5       | 2         | 12.1       | 2         |
|              | Candidatura d'Unitat Popular (CUP)                                         | 7.5        | 1         | 6.8        | 1         |
|              | Partit Popular de Catalunya (PPC)                                          | 5.3        | 1         | 6.8        | 1         |
|              | Iniciativa per Catalunya Verds-Esquerra Unida i Alternativa (ICV-EUiA-EPM) | 2.7        | -         | 2.1        | -         |
|              | Plataforma per Catalunya (PxC)                                             | 1.4        | -         | -          | -         |
|              | altres                                                                     | -          | -         | -          | -         |
|              | en blanc                                                                   | 1.6        | -         | 2.1        | -         |

Reus (Baix Camp) - 27 regidors (majoria absoluta: 14)
| Candidatures | Candidatures                                                               | % Vot 2007 | Reg. 2007 | % Vot 2003 | Reg. 2003 |
| ------------ | -------------------------------------------------------------------------- | ---------- | --------- | ---------- | --------- |
|              | Partit dels Socialistes de Catalunya (PSC-PM)                              | 33.3       | 10        | 36.2       | 10        |
|              | Convergència i Unió (CiU)                                                  | 25.1       | 8         | 22.2       | 6         |
|              | Partit Popular de Catalunya (PPC)                                          | 13.0       | 4         | 13.8       | 4         |
|              | Esquerra Republicana de Catalunya-Acord Municipal (ERC-AM)                 | 7.9        | 2         | 11.9       | 3         |
|              | Iniciativa per Catalunya Verds-Esquerra Unida i Alternativa (ICV-EUiA-EPM) | 6.8        | 2         | 7.9        | 2         |
|              | Coordinadora Reusenca Independent (CORI)                                   | 5.0        | 1         | 3.2        | 0         |
|              | Ciutadans - Partit de la Ciutadania (C's)                                  | 3.2        | -         | -          | -         |
|              | altres                                                                     | 2.8        | -         | 3.1        | -         |
|              | en blanc                                                                   | 2.7        | -         | 1.7        | -         |

Montblanc (Conca de Barberà) - 13 regidors (majoria absoluta: 7) 
| Candidatures | Candidatures                                                                            | % Vot 2007 | Reg. 2007 | % Vot 2003 | Reg. 2003 |
| ------------ | --------------------------------------------------------------------------------------- | ---------- | --------- | ---------- | --------- |
|              | Agrupament Catalanista de Montblanc-Acord Municipal (APM-AM)                            | 33.6       | 5         | 28.5       | 4         |
|              | Acord per Montblanc-Partit dels Socialistes de Catalunya-Progrés Municipal (APM-PSC-PM) | 22.9       | 3         | 27.4       | 4         |
|              | Convergència i Unió (CiU)                                                               | 21.3       | 3         | 22.7       | 3         |
|              | Independents per Montblanc-Federació d'Independents de Catalunya (IPM-FIC)              | 8.9        | 1         | 9.1        | 1         |
|              | Gent del Poble (GdP)                                                                    | 6.1        | 1         | 8.4        | 1         |
|              | Iniciativa per Catalunya Verds-Esquerra Unida i Alternativa (ICV-EUiA-EPM)              | 1.3        | -         | -          | -         |
|              | Partit Popular de Catalunya (PPC)                                                       | -          | -         | 4.2        | -         |
|              | en blanc                                                                                | 5.0        | -         | 1.7        | -         |

Falset (Priorat) - 11 regidors (majoria absoluta: 6) 
| Candidatures | Candidatures                                                    | % Vot 2007 | Reg. 2007 | % Vot 2003 | Reg. 2003 |
| ------------ | --------------------------------------------------------------- | ---------- | --------- | ---------- | --------- |
|              | Independents per Falset-Acord Municipal (IPF-AM)                | 45.0       | 5         | 56.6       | 7         |
|              | Partit dels Socialistes de Catalunya-Progrés Municipal (PSC-PM) | 35.5       | 4         | 19.4       | 2         |
|              | Convergència i Unió (CiU)                                       | 16.7       | 2         | 21.3       | 2         |
|              | Plataforma per Catalunya (PxC)                                  | 1.4        | -         | -          | -         |
|              | Partit Popular de Catalunya (PPC)                               | 0.4        | -         | 1.5        | -         |
|              | en blanc                                                        | 1.1        | -         | 1.3        | -         |

Tarragona (Tarragonès) - 27 regidors (majoria absoluta: 14)
| Candidatures | Candidatures                                                               | % Vot 2007 | Reg. 2007 | % Vot 2003 | Reg. 2003 |
| ------------ | -------------------------------------------------------------------------- | ---------- | --------- | ---------- | --------- |
|              | Partit dels Socialistes de Catalunya (PSC-PM)                              | 39.8       | 13        | 31.5       | 9         |
|              | Convergència i Unió (CiU)                                                  | 23.1       | 8         | 33.6       | 10        |
|              | Partit Popular de Catalunya (PPC)                                          | 13.6       | 4         | 14.9       | 4         |
|              | Esquerra Republicana de Catalunya (ERC-AM)                                 | 7.7        | 2         | 8.9        | 2         |
|              | Iniciativa per Catalunya Verds-Esquerra Unida i Alternativa (ICV-EUiA-EPM) | 4.8        | -         | 8.8        | 2         |
|              | Ciutadans - Partit de la Ciutadania (C's)                                  | 3.8        | -         | -          | -         |
|              | altres                                                                     | 5.5        | -         | 1.0        | -         |
|              | en blanc                                                                   | 1.8        | -         | 1.4        | -         |

## Resultats a les capitals de comarca (Terres de l'Ebre)
Resum Eleccions Municipals 2007 a Tortosa (Baix Ebre) 
| Candidatures | Candidatures                                                               | % Vot 2007 | Reg. 2007 | % Vot 2003 | Reg. 2003 |
| ------------ | -------------------------------------------------------------------------- | ---------- | --------- | ---------- | --------- |
|              | Convergència i Unió (CiU)                                                  | 41.4       | 10        | 21.1       | 5         |
|              | Partit dels Socialistes de Catalunya (PSC-PM)                              | 29.9       | 7         | 33.1       | 7         |
|              | Esquerra Republicana de Catalunya (ERC-AM)                                 | 7.6        | 2         | 8.6        | 2         |
|              | Iniciativa per Catalunya Verds-Esquerra Unida i Alternativa (ICV-EUiA-EPM) | 6.7        | 1         | 8.3        | 2         |
|              | Partit Popular de Catalunya (PPC)                                          | 6.0        | 1         | 11.1       | 2         |
|              | Federació d'Independents de Catalunya (FIC)                                | 3.6        | -         | 9.0        | 2         |
|              | Unió dels Pobles de l'Ebre (UPE)                                           | -          | -         | 5.5        | 1         |
|              | altres                                                                     | 1.8        | -         | -          | -         |
|              | en blanc                                                                   | 2.7        | -         | 3.2        | -         |

Resum Eleccions Municipals 2007 a Amposta (Montsià) 
| Candidatures | Candidatures                                                               | % Vot 2007 | Reg. 2007 | % Vot 2003 | Reg. 2003 |
| ------------ | -------------------------------------------------------------------------- | ---------- | --------- | ---------- | --------- |
|              | Convergència i Unió (CiU)                                                  | 46.7       | 9         | 44.4       | 9         |
|              | Esquerra d'Amposta-Esquerra Republicana de Catalunya (EA-ERC-AM)           | 23.8       | 4         | 21.7       | 4         |
|              | Partit dels Socialistes de Catalunya (PSC-PM)                              | 19.1       | 4         | 22.9       | 4         |
|              | Iniciativa per Catalunya Verds-Esquerra Unida i Alternativa (ICV-EUiA-EPM) | 2.9        | -         | 4.1        | 0         |
|              | Partit Popular de Catalunya (PPC)                                          | 2.3        | -         | 2.9        | 0         |
|              | Plataforma per Catalunya (PxC)                                             | 2.2        | -         | -          | -         |
|              | altres                                                                     | 0.4        | -         | -          | -         |
|              | en blanc                                                                   | 2.2        | -         | 1.5        | -         |

Resum Eleccions Municipals 2007 a Móra d'Ebre (Ribera d'Ebre)
| Candidatures | Candidatures                                                       | % Vot 2007 | Reg. 2007 | % Vot 2003 | Reg. 2003 |
| ------------ | ------------------------------------------------------------------ | ---------- | --------- | ---------- | --------- |
|              | Convergència i Unió (CiU)                                          | 44.1       | 6         | 43.6       | 5         |
|              | Progrés per Móra-Partit dels Socialistes de Catalunya (PPM-PSC-PM) | 34.2       | 5         | 34.9       | 4         |
|              | Esquerra Republicana de Catalunya (ERC-AM)                         | 14.9       | 2         | 17.2       | 2         |
|              | Partit Popular de Catalunya (PPC)                                  | 3.5        | -         | 3.1        | 0         |
|              | en blanc                                                           | 3.2        | -         | 1.2        | -         |

Resum Eleccions Municipals 2007 a Gandesa (Terra Alta)
| Candidatures | Candidatures                                                            | % Vot 2007 | Reg. 2007 | % Vot 2003 | Reg. 2003 |
| ------------ | ----------------------------------------------------------------------- | ---------- | --------- | ---------- | --------- |
|              | Alternativa per Gandesa-Federació d'Independents de Catalunya (APG-FIC) | 40.2       | 5         | 41.4       | 5         |
|              | Convergència i Unió (CiU)                                               | 28.2       | 3         | 36.4       | 4         |
|              | Partit dels Socialistes de Catalunya (PSC-PM)                           | 12.9       | 1         | 6.2        | 0         |
|              | Esquerra Republicana de Catalunya (ERC-AM)                              | 8.4        | 1         | 7.7        | 1         |
|              | Partit Popular de Catalunya (PPC)                                       | 8.1        | 1         | 7.2        | 1         |
|              | en blanc                                                                | 2.2        | -         | 1.0        | -         |

## Resultats a les capitals de comarca (Terres de Lleida)
Resum Eleccions Municipals 2007 a Balaguer (Noguera) 
| Candidatures | Candidatures                                                               | % Vot 2007 | Reg. 2007 | % Vot 2003 | Reg. 2003 |
| ------------ | -------------------------------------------------------------------------- | ---------- | --------- | ---------- | --------- |
|              | Partit dels Socialistes de Catalunya (PSC-PM)                              | 40.2       | 8         | 42.5       | 8         |
|              | Convergència i Unió (CiU)                                                  | 29.4       | 5         | 35.8       | 6         |
|              | Iniciativa per Catalunya Verds-Esquerra Unida i Alternativa (ICV-EUiA-EPM) | 13.3       | 2         | -          | -         |
|              | Esquerra Republicana de Catalunya (ERC-AM)                                 | 7.3        | 1         | 12.4       | 2         |
|              | Partit Popular de Catalunya (PPC)                                          | 5.9        | 1         | 7.9        | 1         |
|              | en blanc                                                                   | 2.7        | -         | 3.2        | -         |

Resum Eleccions Municipals 2007 a les Borges Blanques (Garrigues) 
| Candidatures | Candidatures                                             | % Vot 2007 | Reg. 2007 | % Vot 2003 | Reg. 2003 |
| ------------ | -------------------------------------------------------- | ---------- | --------- | ---------- | --------- |
|              | Esquerra Republicana de Catalunya (ERC-AM)               | 35.5       | 5         | 37.9       | 6         |
|              | Convergència i Unió (CiU)                                | 32.1       | 5         | 28.1       | 5         |
|              | Partit dels Socialistes de Catalunya (PSC-PM)            | 13.4       | 2         | 5.4        | 0         |
|              | Candidatura Independent pel Progrés Municipal (CIPM-EPM) | 11.7       | 1         | 16.4       | 2         |
|              | Partit Popular de Catalunya (PPC)                        | 4.0        | -         | 5.1        | 0         |
|              | en blanc                                                 | 3.3        | -         | 1.6        | -         |

## Resultats a les capitals de comarca (Pirineu i Aran)
Resum Eleccions Municipals 2007 a La Seu d'Urgell (Alt Urgell) 
| Candidatures | Candidatures                                                               | % Vot 2007 | Reg. 2007 | % Vot 2003 | Reg. 2003 |
| ------------ | -------------------------------------------------------------------------- | ---------- | --------- | ---------- | --------- |
|              | Partit dels Socialistes de Catalunya (PSC-PM)                              | 32.7       | 6         | 38.1       | 7         |
|              | Esquerra Republicana de Catalunya (ERC-AM)                                 | 22.5       | 4         | 34.6       | 6         |
|              | Convergència i Unió (CiU)                                                  | 27.7       | 5         | 17.1       | 3         |
|              | Partit Popular de Catalunya (PPC)                                          | 6.6        | 1         | 5.2        | 1         |
|              | Iniciativa per Catalunya Verds-Esquerra Unida i Alternativa (ICV-EUiA-EPM) | 7.6        | 1         | -          | -         |
|              | Altres                                                                     |            |           | 3.8        | 0         |

Resum Eleccions Municipals 2007 al Pont de Suert (Alta Ribagorça)
| Candidatures | Candidatures                                                               | % Vot 2007 | Reg. 2007 | % Vot 2003 | Reg. 2003 |
| ------------ | -------------------------------------------------------------------------- | ---------- | --------- | ---------- | --------- |
|              | Convergència i Unió (CiU)                                                  | 55.14      | 7         | 58.1       | 7         |
|              | Partit dels Socialistes de Catalunya (PSC-PM)                              | 25.43      | 3         | 29.3       | 4         |
|              | Partit Popular de Catalunya (PPC)                                          | 2.75       | 0         | 5.6        | 0         |
|              | Iniciativa per Catalunya Verds-Esquerra Unida i Alternativa (ICV-EUiA-EPM) | 7.45       | 1         | -          | -         |
|              | Altres                                                                     | 7.37       | 0         | 5.9        | 0         |

## Resultats a les capitals de comarca (Catalunya Central)
Resum Eleccions Municipals 2007 a Manresa (Bages) 
| Candidatures | Candidatures                                                               | % Vot 2007 | Reg. 2007 | % Vot 2003 | Reg. 2003 |
| ------------ | -------------------------------------------------------------------------- | ---------- | --------- | ---------- | --------- |
|              | Partit dels Socialistes de Catalunya (PSC-PM)                              | 26.61      | 8         | 33.4       | 9         |
|              | Convergència i Unió (CiU)                                                  | 28.92      | 8         | 27.4       | 8         |
|              | Esquerra Republicana de Catalunya (ERC-AM)                                 | 11.9       | 3         | 15.8       | 4         |
|              | Iniciativa per Catalunya Verds-Esquerra Unida i Alternativa (ICV-EUiA-EPM) | 8.10       | 2         | 9.6        | 2         |
|              | Partit Popular de Catalunya (PPC)                                          | 6.92       | 2         | 8.6        | 2         |
|              | Candidatura d'Unitat Popular (CUP)                                         | 6.00       | 1         | 3.6        | 0         |
|              | Plataforma per Catalunya (PxC)                                             | 5.81       | 1         | -          | -         |
|              | Ciutadans - Partit de la Ciutadania (C's)                                  | 1.47       | 0         | -          | -         |
|              | Partit Republicà Català (PRC)                                              | 0.32       | 0         | -          | -         |

Resum Eleccions Municipals 2007 a Berga (Berguedà) 
| Candidatures | Candidatures                                                               | % Vot 2007 | Reg. 2007 | % Vot 2003 | Reg. 2003 |
| ------------ | -------------------------------------------------------------------------- | ---------- | --------- | ---------- | --------- |
|              | Partit dels Socialistes de Catalunya (PSC-PM)                              | 28.16      | 6         | 33.0       | 7         |
|              | Convergència i Unió (CiU)                                                  | 33.84      | 7         | 32.6       | 6         |
|              | Candidatura d'Unitat Popular (CUP)                                         | 13.21      | 2         | -          | -         |
|              | Esquerra Republicana de Catalunya (ERC-AM)                                 | 7.79       | 1         | 17.9       | 3         |
|              | Partit Popular de Catalunya (PPC)                                          | 5.02       | 1         | 6.2        | 1         |
|              | Iniciativa per Catalunya Verds-Esquerra Unida i Alternativa (ICV-EUiA-EPM) | 3.86       | 0         | 4.4        | 0         |
|              | Estat Català (EC)                                                          | -          | -         | 2.7        | 0         |
|              | Partit Republicà Català (PRC)                                              | 2.7        | 0         | -          | -         |

Resum Eleccions Municipals 2007 a Vic (Osona) 
| Candidatures | Candidatures                                                               | % Vot 2007 | Reg. 2007 | % Vot 2003 | Reg. 2003 |
| ------------ | -------------------------------------------------------------------------- | ---------- | --------- | ---------- | --------- |
|              | Convergència i Unió (CiU)                                                  | 31.8       | 8         | 38.4       | 10        |
|              | Plataforma per Catalunya (PxC)                                             | 18.53      | 4         | 7.5        | 1         |
|              | Partit dels Socialistes de Catalunya (PSC-PM)                              | 15.84      | 4         | 19.1       | 5         |
|              | Esquerra Republicana de Catalunya (ERC-AM)                                 | 10.0       | 2         | 18.0       | 4         |
|              | Candidatura d'Unitat Popular (CUP)                                         | 7.65       | 2         | 3.7        | 0         |
|              | Iniciativa per Catalunya Verds-Esquerra Unida i Alternativa (ICV-EUiA-EPM) | 7.36       | 1         | 6.6        | 1         |
|              | Partit Popular de Catalunya (PPC)                                          | 2.73       | 0         | 4.8        | 0         |
|              | Partit Republicà Català (PRC)                                              | 1.36       | 0         | -          | -         |

Resum Eleccions Municipals 2007 a Solsona (Solsonès) 
| Candidatures | Candidatures                                               | % Vot 2007 | Reg. 2007 | % Vot 2003 | Reg. 2003 |
| ------------ | ---------------------------------------------------------- | ---------- | --------- | ---------- | --------- |
|              | Convergència i Unió (CiU)                                  | 35.72      | 5         | 45.7       | 7         |
|              | Esquerra Republicana de Catalunya (ERC-AM)                 | 29.91      | 4         | 22.8       | 3         |
|              | Coordinadora Municipalista del Solsonès - El Comú (CMS-EC) | 14.39      | 2         | 24.6       | 3         |
|              | Partit dels Socialistes de Catalunya (PSC-PM)              | 13.22      | 2         | -          | -         |
|              | Partit Popular de Catalunya (PPC)                          | 3.89       | 0         | 5.8        | 0         |

## Resultats a les capitals de comarca (Regió de Girona)
Resum Eleccions Municipals 2007 a Figueres (Alt Empordà) 
| Candidatures | Candidatures                                                               | % Vot 2007 | Reg. 2007 | % Vot 2003 | Reg. 2003 |
| ------------ | -------------------------------------------------------------------------- | ---------- | --------- | ---------- | --------- |
|              | Convergència i Unió (CiU)                                                  | 33.32      | 7         | 18.8       | 4         |
|              | Esquerra Republicana de Catalunya (ERC-AM)                                 | 25.51      | 6         | 23.4       | 5         |
|              | Partit dels Socialistes de Catalunya (PSC-PM)                              | 20.95      | 5         | 35.5       | 9         |
|              | Partit Popular de Catalunya (PPC)                                          | 10.04      | 2         | 12.2       | 3         |
|              | Iniciativa per Catalunya Verds-Esquerra Unida i Alternativa (ICV-EUiA-EPM) | 5.24       | 1         | 3.5        | 0         |
|              | Ciutadans - Partit de la Ciutadania (C's)                                  | 2.73       | 0         | -          | -         |
|              | Fòrum Cívic (FC)                                                           | -          | -         | 2.6        | 0         |
|              | Grup d'Independents Municipalistes (GIM)                                   | -          | -         | 2.4        | 0         |

## Resultats a les capitals de comarca (Penedès)
Resum Eleccions Municipals 2007 a Vilafranca del Penedès (Alt Penedès) 
| Candidatures | Candidatures                                                               | % Vot 2007 | Reg. 2007 | % Vot 2003 | Reg. 2003 |
| ------------ | -------------------------------------------------------------------------- | ---------- | --------- | ---------- | --------- |
|              | Partit dels Socialistes de Catalunya (PSC-PM)                              | 32.16      | 8         | 43.2       | 10        |
|              | Convergència i Unió (CiU)                                                  | 30.72      | 8         | 28.0       | 6         |
|              | Candidatura d'Unitat Popular (CUP)                                         | 10.82      | 2         | 6.6        | 1         |
|              | Esquerra Republicana de Catalunya (ERC-AM)                                 | 6.27       | 1         | 13.3       | 3         |
|              | Partit Popular de Catalunya (PPC)                                          | 6.79       | 1         | 7.7        | 1         |
|              | Iniciativa per Catalunya Verds-Esquerra Unida i Alternativa (ICV-EUiA-EPM) | 6.13       | 1         | -          | -         |
|              | Ciutadans - Partit de la Ciutadania (C's)                                  | 2.10       | 0         | -          | -         |
|              | Plataforma per Catalunya (PxC)                                             | 2.71       | 0         | -          | -         |

Resum Eleccions Municipals 2007 a Igualada (Anoia) 
| Candidatures | Candidatures                                  | % Vot 2007 | Reg. 2007 | % Vot 2003 | Reg. 2003 |
| ------------ | --------------------------------------------- | ---------- | --------- | ---------- | --------- |
|              | Partit dels Socialistes de Catalunya (PSC-PM) | 43.14      | 10        | 42.6       | 10        |
|              | Convergència i Unió (CiU)                     | 25.37      | 6         | 28.9       | 6         |
|              | Esquerra Republicana de Catalunya (ERC-AM)    | 15.70      | 3         | 16.9       | 3         |
|              | Partit Popular de Catalunya (PPC)             | 9.13       | 2         | 9.1        | 2         |

Resum Eleccions Municipals 2007 a El Vendrell (Baix Penedès) 
| Candidatures | Candidatures                                                               | % Vot 2007 | Reg. 2007 | % Vot 2003 | Reg. 2003 |
| ------------ | -------------------------------------------------------------------------- | ---------- | --------- | ---------- | --------- |
|              | Partit dels Socialistes de Catalunya (PSC-PM)                              |            |           | 37.4       | 9         |
|              | Convergència i Unió (CiU)                                                  |            |           | 34.9       | 8         |
|              | Partit Popular de Catalunya (PPC)                                          |            |           | 8.8        | 2         |
|              | Esquerra Republicana de Catalunya (ERC-AM)                                 |            |           | 7.4        | 1         |
|              | Plataforma per Catalunya (PxC)                                             |            |           | 6.2        | 1         |
|              | Iniciativa per Catalunya Verds-Esquerra Unida i Alternativa (ICV-EUiA-EPM) |            |           | 3.0        | 0         |
|              | Federació d'Independents de Catalunya (FIC)                                |            |           | 1.1        | 0         |
|              | Candidatura d'Unitat Popular (CUP)                                         |            |           | -          | -         |
|              | Ciutadans - Partit de la Ciutadania (C's)                                  |            |           | -          | -         |

Resum Eleccions Municipals 2007 a Vilanova i la Geltrú (Garraf) 
| Candidatures | Candidatures                                                               | % Vot 2007 | Reg. 2007 | % Vot 2003 | Reg. 2003 |
| ------------ | -------------------------------------------------------------------------- | ---------- | --------- | ---------- | --------- |
|              | Partit dels Socialistes de Catalunya (PSC-PM)                              |            |           | 35.9       | 10        |
|              | Convergència i Unió (CiU)                                                  |            |           | 32.1       | 9         |
|              | Partit Popular de Catalunya (PPC)                                          |            |           | 9.4        | 2         |
|              | Esquerra Republicana de Catalunya (ERC-AM)                                 |            |           | 9.3        | 2         |
|              | Iniciativa per Catalunya Verds-Esquerra Unida i Alternativa (ICV-EUiA-EPM) |            |           | 8.0        | 2         |
|              | Federació d'Independents de Catalunya (FIC)                                |            |           | 3.6        | 0         |
|              | Candidatura d'Unitat Popular (CUP)                                         |            |           | -          | -         |
|              | Ciutadans - Partit de la Ciutadania (C's)                                  |            |           | -          | -         |
|              | Plataforma per Catalunya (PxC)                                             |            |           | -          | -         |

## Resultats a les comarques (Camp de Tarragona)
Resum Eleccions Municipals 2007 a l'Alt Camp 
| Candidatures | Candidatures                                                               | Reg. 2007 | % Vot 2007 | Cons. 2007 | Reg. 2003 | % Vot 2003 | Cons. 2003 |
| ------------ | -------------------------------------------------------------------------- | --------- | ---------- | ---------- | --------- | ---------- | ---------- |
|              | Convergència i Unió (CiU)                                                  |           |            |            | 82        | 34.7       | 9          |
|              | Partit dels Socialistes de Catalunya (PSC-PM)                              |           |            |            | 52        | 35.7       | 7          |
|              | Esquerra Republicana de Catalunya (ERC-AM)                                 |           |            |            | 22        | 11.7       | 2          |
|              | Partit Popular de Catalunya (PPC)                                          |           |            |            | 2         | 4.2        | 0          |
|              | Candidatura d'Unitat Popular (CUP)                                         |           |            |            | 1         | 3.0        | 0          |
|              | Iniciativa per Catalunya Verds-Esquerra Unida i Alternativa (ICV-EUiA-EPM) |           |            |            | 2         | 1.9        | 0          |
|              | Federació d'Independents de Catalunya (FIC)                                |           |            |            | 6         | 1.7        | 0          |
|              | Ciutadans - Partit de la Ciutadania (C's)                                  |           |            |            | -         | -          | -          |
|              | Plataforma per Catalunya (PxC)                                             |           |            |            | -         | -          | -          |
|              | Altres                                                                     |           |            |            | 11        | 4.4        | 1          |

## Resultats a les comarques (Pirineu i Aran)
Resum Eleccions Municipals 2007 a l'Alt Urgell 
| Candidatures | Candidatures                                                               | Reg. 2007 | % Vot 2007 | Cons. 2007 | Reg. 2003 | % Vot 2003 | Cons. 2003 |
| ------------ | -------------------------------------------------------------------------- | --------- | ---------- | ---------- | --------- | ---------- | ---------- |
|              | Convergència i Unió (CiU)                                                  |           |            |            | 66        | 32.1       | 8          |
|              | Partit dels Socialistes de Catalunya (PSC-PM)                              |           |            |            | 31        | 32.7       | 6          |
|              | Esquerra Republicana de Catalunya (ERC-AM)                                 |           |            |            | 18        | 23.8       | 4          |
|              | Partit Popular de Catalunya (PPC)                                          |           |            |            | 8         | 6.6        | 1          |
|              | Iniciativa per Catalunya Verds-Esquerra Unida i Alternativa (ICV-EUiA-EPM) |           |            |            | -         | -          | -          |
|              | Candidatura d'Unitat Popular (CUP)                                         |           |            |            | -         | -          | -          |
|              | Ciutadans - Partit de la Ciutadania (C's)                                  |           |            |            | -         | -          | -          |
|              | Plataforma per Catalunya (PxC)                                             |           |            |            | -         | -          | -          |
|              | Federació d'Independents de Catalunya (FIC)                                |           |            |            | -         | -          | -          |
|              | Altres                                                                     |           |            |            | 4         | 3.8        | 0          |

Resum Eleccions Municipals 2007 a l'Alta Ribagorça
| Candidatures | Candidatures                                                               | Reg. 2007 | % Vot 2007 | Cons. 2007 | Reg. 2003 | % Vot 2003 | Cons. 2003 |
| ------------ | -------------------------------------------------------------------------- | --------- | ---------- | ---------- | --------- | ---------- | ---------- |
|              | Convergència i Unió (CiU)                                                  |           |            |            | 15        | 57.3       | 13         |
|              | Partit dels Socialistes de Catalunya (PSC-PM)                              |           |            |            | 5         | 22.2       | 4          |
|              | Partit Popular de Catalunya (PPC)                                          |           |            |            | 0         | 3.6        | 0          |
|              | Esquerra Republicana de Catalunya (ERC-AM)                                 |           |            |            | -         | -          | -          |
|              | Iniciativa per Catalunya Verds-Esquerra Unida i Alternativa (ICV-EUiA-EPM) |           |            |            | -         | -          | -          |
|              | Candidatura d'Unitat Popular (CUP)                                         |           |            |            | -         | -          | -          |
|              | Ciutadans - Partit de la Ciutadania (C's)                                  |           |            |            | -         | -          | -          |
|              | Plataforma per Catalunya (PxC)                                             |           |            |            | -         | -          | -          |
|              | Federació d'Independents de Catalunya (FIC)                                |           |            |            | -         | -          | -          |
|              | Altres                                                                     |           |            |            | 5         | 13.9       | 2          |

## Resultats a les comarques (Regió de Girona)
Resum Eleccions Municipals 2007 a l'Alt Empordà 
| Candidatures | Candidatures                                                               | Reg. 2007 | % Vot 2007 | Cons. 2007 | Reg. 2003 | % Vot 2003 | Cons. 2003 |
| ------------ | -------------------------------------------------------------------------- | --------- | ---------- | ---------- | --------- | ---------- | ---------- |
|              | Convergència i Unió (CiU)                                                  |           |            |            | 248       | 37.2       | 16         |
|              | Partit dels Socialistes de Catalunya (PSC-PM)                              |           |            |            | 125       | 26.6       | 9          |
|              | Esquerra Republicana de Catalunya (ERC-AM)                                 |           |            |            | 72        | 17.7       | 6          |
|              | Partit Popular de Catalunya (PPC)                                          |           |            |            | 10        | 7.2        | 2          |
|              | Iniciativa per Catalunya Verds-Esquerra Unida i Alternativa (ICV-EUiA-EPM) |           |            |            | 7         | 2.6        | 0          |
|              | Candidatura d'Unitat Popular (CUP)                                         |           |            |            | -         | -          | -          |
|              | Federació d'Independents de Catalunya (FIC)                                |           |            |            | -         | -          | -          |
|              | Ciutadans - Partit de la Ciutadania (C's)                                  |           |            |            | -         | -          | -          |
|              | Plataforma per Catalunya (PxC)                                             |           |            |            | -         | -          | -          |
|              | Altres                                                                     |           |            |            | 32        | 6.8        | 0          |

## Resultats a les comarques (Penedès)
Resum Eleccions Municipals 2007 a l'Alt Penedès 
| Candidatures | Candidatures                                                               | Reg. 2007 | % Vot 2007 | Cons. 2007 | Reg. 2003 | % Vot 2003 | Cons. 2003 |
| ------------ | -------------------------------------------------------------------------- | --------- | ---------- | ---------- | --------- | ---------- | ---------- |
|              | Partit dels Socialistes de Catalunya (PSC-PM)                              |           |            |            | 96        | 38.5       | 11         |
|              | Convergència i Unió (CiU)                                                  |           |            |            | 94        | 31.1       | 10         |
|              | Esquerra Republicana de Catalunya (ERC-AM)                                 |           |            |            | 28        | 13.7       | 3          |
|              | Partit Popular de Catalunya (PPC)                                          |           |            |            | 11        | 6.3        | 1          |
|              | Federació d'Independents de Catalunya (FIC)                                |           |            |            | 13        | 2.4        | 0          |
|              | Candidatura d'Unitat Popular (CUP)                                         |           |            |            | 1         | 2.3        | 0          |
|              | Iniciativa per Catalunya Verds-Esquerra Unida i Alternativa (ICV-EUiA-EPM) |           |            |            | 7         | 2.2        | 0          |
|              | Ciutadans - Partit de la Ciutadania (C's)                                  |           |            |            | -         | -          | -          |
|              | Plataforma per Catalunya (PxC)                                             |           |            |            | -         | -          | -          |
|              | Altres                                                                     |           |            |            | 11        | 2.0        | 0          |

Resum Eleccions Municipals 2007 a l'Anoia
| Candidatures | Candidatures                                                               | Reg. 2007 | % Vot 2007 | Cons. 2007 | Reg. 2003 | % Vot 2003 | Cons. 2003 |
| ------------ | -------------------------------------------------------------------------- | --------- | ---------- | ---------- | --------- | ---------- | ---------- |
|              | Partit dels Socialistes de Catalunya (PSC-PM)                              |           |            |            | 101       | 39.9       | 10         |
|              | Convergència i Unió (CiU)                                                  |           |            |            | 109       | 28.9       | 9          |
|              | Esquerra Republicana de Catalunya (ERC-AM)                                 |           |            |            | 47        | 15.8       | 4          |
|              | Partit Popular de Catalunya (PPC)                                          |           |            |            | 4         | 6.4        | 1          |
|              | Iniciativa per Catalunya Verds-Esquerra Unida i Alternativa (ICV-EUiA-EPM) |           |            |            | 8         | 4.5        | 1          |
|              | Federació d'Independents de Catalunya (FIC)                                |           |            |            | 3         | 1.7        | 0          |
|              | Candidatura d'Unitat Popular (CUP)                                         |           |            |            | -         | -          | -          |
|              | Ciutadans - Partit de la Ciutadania (C's)                                  |           |            |            | -         | -          | -          |
|              | Plataforma per Catalunya (PxC)                                             |           |            |            | -         | -          | -          |
|              | Altres                                                                     |           |            |            | 3         | 1.3        | 0          |

Resum Eleccions Municipals 2007 al Baix Penedès
| Candidatures | Candidatures                                                               | Reg. 2007 | % Vot 2007 | Cons. 2007 | Reg. 2003 | % Vot 2003 | Cons. 2003 |
| ------------ | -------------------------------------------------------------------------- | --------- | ---------- | ---------- | --------- | ---------- | ---------- |
|              | Convergència i Unió (CiU)                                                  |           |            |            | 66        | 33.8       | 11         |
|              | Partit dels Socialistes de Catalunya (PSC-PM)                              |           |            |            | 53        | 34.4       | 10         |
|              | Esquerra Republicana de Catalunya (ERC-AM)                                 |           |            |            | 12        | 7.8        | 2          |
|              | Partit Popular de Catalunya (PPC)                                          |           |            |            | 7         | 7.6        | 1          |
|              | Iniciativa per Catalunya Verds-Esquerra Unida i Alternativa (ICV-EUiA-EPM) |           |            |            | 1         | 3.6        | 0          |
|              | Federació d'Independents de Catalunya (FIC)                                |           |            |            | 5         | 2.9        | 0          |
|              | Candidatura d'Unitat Popular (CUP)                                         |           |            |            | -         | -          | -          |
|              | Ciutadans - Partit de la Ciutadania (C's)                                  |           |            |            | -         | -          | -          |
|              | Plataforma per Catalunya (PxC)                                             |           |            |            | 1         | 3.1        | 0          |
|              | Altres                                                                     |           |            |            | 5         | 5.4        | 1          |

Resum Eleccions Municipals 2007 al Garraf
| Candidatures | Candidatures                                                               | Reg. 2007 | % Vot 2007 | Cons. 2007 | Reg. 2003 | % Vot 2003 | Cons. 2003 |
| ------------ | -------------------------------------------------------------------------- | --------- | ---------- | ---------- | --------- | ---------- | ---------- |
|              | Partit dels Socialistes de Catalunya (PSC-PM)                              |           |            |            | 39        | 36.9       | 14         |
|              | Convergència i Unió (CiU)                                                  |           |            |            | 18        | 22.0       | 8          |
|              | Partit Popular de Catalunya (PPC)                                          |           |            |            | 11        | 10.6       | 4          |
|              | Iniciativa per Catalunya Verds-Esquerra Unida i Alternativa (ICV-EUiA-EPM) |           |            |            | 11        | 7.6        | 3          |
|              | Esquerra Republicana de Catalunya (ERC-AM)                                 |           |            |            | 5         | 7.0        | 2          |
|              | Candidatura d'Unitat Popular (CUP)                                         |           |            |            | 5         | 4.1        | 1          |
|              | Federació d'Independents de Catalunya (FIC)                                |           |            |            | 3         | 3.3        | 1          |
|              | Ciutadans - Partit de la Ciutadania (C's)                                  |           |            |            | -         | -          | -          |
|              | Plataforma per Catalunya (PxC)                                             |           |            |            | -         | -          | -          |
|              | Altres                                                                     |           |            |            | 8         | 6.9        | 0          |

## Resultats agregats
Resum eleccions municipals 2007 a les capitals de comarca de Catalunya
| Candidatures | Candidatures                                                               | Alcaldies 2007 | Governs 2007 | % Governs 2007 | Alcaldies 2003 | Governs 2003 | % Governs 2003 |
| ------------ | -------------------------------------------------------------------------- | -------------- | ------------ | -------------- | -------------- | ------------ | -------------- |
|              | Convergència i Unió (CiU)                                                  |                |              |                |                |              |                |
|              | Partit dels Socialistes de Catalunya (PSC-PM)                              |                |              |                |                |              |                |
|              | Esquerra Republicana de Catalunya (ERC-AM)                                 |                |              |                |                |              |                |
|              | Partit Popular de Catalunya (PPC)                                          |                |              |                |                |              |                |
|              | Iniciativa per Catalunya Verds-Esquerra Unida i Alternativa (ICV-EUiA-EPM) |                |              |                |                |              |                |
|              | Candidatura d'Unitat Popular (CUP)                                         |                |              |                | -              | -            | -              |
|              | Ciutadans - Partit de la Ciutadania (C's)                                  |                |              |                | -              | -            | -              |
|              | Plataforma per Catalunya (PxC)                                             |                |              |                | -              | -            | -              |
|              | Federació d'Independents de Catalunya (FIC)                                |                |              |                | -              | -            | -              |
|              | Altres                                                                     |                |              |                | -              | -            | -              |

Resum eleccions municipals 2007 a les comarques de Catalunya
| Candidatures | Candidatures                                                               | Presidències 2007 | Governs 2007 | % Governs 2007 | Presidències 2003 | Governs 2003 | % Governs 2003 |
| ------------ | -------------------------------------------------------------------------- | ----------------- | ------------ | -------------- | ----------------- | ------------ | -------------- |
|              | Convergència i Unió (CiU)                                                  |                   |              |                |                   |              |                |
|              | Partit dels Socialistes de Catalunya (PSC-PM)                              |                   |              |                |                   |              |                |
|              | Esquerra Republicana de Catalunya (ERC-AM)                                 |                   |              |                |                   |              |                |
|              | Partit Popular de Catalunya (PPC)                                          |                   |              |                |                   |              |                |
|              | Iniciativa per Catalunya Verds-Esquerra Unida i Alternativa (ICV-EUiA-EPM) |                   |              |                |                   |              |                |
|              | Candidatura d'Unitat Popular (CUP)                                         |                   |              |                | -                 | -            | -              |
|              | Ciutadans - Partit de la Ciutadania (C's)                                  |                   |              |                | -                 | -            | -              |
|              | Plataforma per Catalunya (PxC)                                             |                   |              |                | -                 | -            | -              |
|              | Federació d'Independents de Catalunya (FIC)                                |                   |              |                | -                 | -            | -              |
|              | Altres                                                                     |                   |              |                | -                 | -            | -              |